# 渔沟镇 (淮安市)
渔沟镇，是中华人民共和国江苏省淮安市淮阴区下辖的一个乡镇级行政单位。2018年7月撤销渔沟镇、吴集镇，设立新的渔沟镇。以原渔沟镇、吴集镇所辖区域为渔沟镇行政区域，渔沟镇人民政府驻渔沟村委会境内，办公地址为中原街111号。

## 行政区划
渔沟镇下辖以下地区：
渔沟社区、街东社区、韩圩社区、卢华村、杨庙村、汪庄村、董巷村、包河村、新民村、淮河村、西河村、鹏里村、兴渔村、陶营村、蒋桥村、程圩村、何庄村、裘庄村和徐赵村。